# Бородінський район (Одеська область)
Бородінський район — колишній район у складі Ізмаїльської та Одеської областей. Районний центр смт Бородіно.

## Історія
Утворений у 1940 р. як Манзирський район з центром у селі Манзир.
22 квітня 1941 райцентр перенесений до Бородіно, район перейменований на Бородінський.
Після захоплення румунськими та німецькими військами, з 19 липня 1941 до 25 серпня 1944 року територія району перебувала під владою Румунського королівства у складі Губернаторства Бессарабія.
14 листопада 1945 року була перейменована значна кількість сіл, сільрад і т. інш.
Масовий голод 1945—1947 років спричинив масову смертність.
Ліквідований у 1962 р., а вся територія району увійшла до складу Тарутинського району Одеської області.

## Адміністративний поділ станом на 1 вересня 1946 року
- Бородінська сільська рада
  - село Бородіно
- Височанська сільська рада
  - село Андріївка
  - село Височанське
  - село Ганнівка
  - село Новоукраїнка
- Вознесенська сільська рада
  - село Виноградне
  - село Вознесенка
  - село Кролівка
- Ганнівська сільська рада
  - село Ганнівка
  - село Новоселівка
  - село Полянка
- Євгенівська сільська рада
  - село Долинське
  - село Євгенівка
  - село Лозоватка
  - село Нове Бородіно
- Жовтнева сільська рада
  - село Благодатне
  - село Жовтневе
  - село Новосілка
  - село Скриванівка
  - село Червоне
- Краснянська сільська рада
  - село Краснянка
  - село Нова Роща
- Ліснянська сільська рада
  - село Лісне
- Миколаївська сільська рада
  - село Миколаївка
  - село Фуратівка
- Міняйлівська сільська рада
  - село Михайлівка
  - село Міняйлівка
- Надеждівська сільська рада
  - село Надеждівка
  - село Семисотка
  - село Пилипівка
- Надрічнянська сільська рада
  - село Іванчанка
  - село Надрічне
- Новотарутинська сільська рада
  - село Зелена Долина
  - село Нове Тарутине
  - село Підгірне
- Олександрівська сільська рада
  - село Олександрівка
- Петрівська сільська рада
  - село Довге
  - село Петрівка
- Петропавлівська сільська рада
  - село Петропавлівка
- Плачиндівська сільська рада
  - село Ганнівка
  - село Олександрівка
  - село Плачинда
- Слобідська сільська рада
  - село Булатівка
  - село Слобідка
- Старосільська сільська рада
  - село Старосілля
- Суховатська сільська рада
  - село Калачівка
  - село Петрівськ
  - село Сухувате
- Юр'ївська сільська рада
  - село Богданівка
  - село Єлисаветівка
  - село Ламбрівка
  - село Лугове
  - село Чекани
  - село Юр'ївка